# Domašinec
Domašinec är en ort i Kroatien.   Den ligger i länet Međimurje, i den nordöstra delen av landet, 80 km nordost om huvudstaden Zagreb. Domašinec ligger 146 meter över havet och antalet invånare är 1 880.
Terrängen runt Domašinec är platt. Runt Domašinec är det ganska glesbefolkat, med 36 invånare per kvadratkilometer. Närmaste större samhälle är Čakovec, 13,8 km väster om Domašinec. Trakten runt Domašinec består till största delen av jordbruksmark.